# Contea di Murweh
La contea di Murweh è una Local Government Area che si trova nel Queensland. Essa si estende su una superficie di 40.742,5 chilometri quadrati e ha una popolazione di 4.619 abitanti. La sede del consiglio si trova a Charleville.